# 31032 Scheidemann
31032 Scheidemann è un asteroide della fascia principale. Scoperto nel 1996, presenta un'orbita caratterizzata da un semiasse maggiore pari a 2,2881191 UA e da un'eccentricità di 0,1134940, inclinata di 1,46415° rispetto all'eclittica.